# Sylvester (Morariu-Andriewicz)
Sylvester Morariu-Andriewicz, rozený Samuil Morariu (14. listopadu 1818 Mitocu Dragomirnei – 15. dubna 1895 Černovice), byl duchovní pravoslavné církve z Bukoviny, arcibiskup Černovic a rakouský politik rumunské národnosti, v 2. polovině 19. století poslanec Říšské rady.

## Biografie
Vychodil gymnázium v Černovicích. V tomto městě rovněž absolvoval filozofická a teologická studia. 29. června 1843 byl vysvěcen na kněze. Nastoupil pak na faru v nedaleké vesnici Cahor, nejprve jako administrátor, od roku 1845 až do prosince 1865 jako farář. V roce 1849 získal ocenění a titul čestného konzistorního rady. V roce 1861 se stal vrchním kazatelem černovického okresu. 8. července 1866 byl jmenován řádným konzistorním radou. Byl činný i publicisticky. Vydal sbírku pravoslavných modliteb a řadu školních učebnic v rumunštině, na kterých spolupracoval i s rumunskými duchovními z Uherska. V letech 1850–1851 se podílel na reformě liturgických knih.
Byl aktivní i politicky. 5. února 1867 byl zvolen na Bukovinský zemský sněm za kurii velkostatkářskou. Zemský sněm ho následně 28. února 1867 zvolil do Říšské rady (tehdy ještě volené nepřímo) za Bukovinu.
Jeho církevní kariéra vyvrcholila v závěru století. Od roku 1880 až do své smrti roku 1895 působil jako pravoslavný arcibiskup černovický a tedy Metropolita Bukoviny a Dalmácie. V této době také zasedal jako doživotní člen Panské sněmovny (horní komora Říšské rady).